# 吉姆·约翰斯通
詹姆斯·罗伯特·约翰斯通（英語：James Robert Johnstone，1960年9月20日—）是美国NBA联盟前职业篮球运动员。他在1982年的NBA选秀中第3轮第51顺位被堪萨斯城国王选中。